# Vatra Games
Vatra Games était un développeur de jeux vidéo tchèque basé à Brno. Le studio a été fermé en 2012 à la suite de l'échec commercial de Silent Hill: Downpour.